# Symphony The World Tour
Symphony World Tour fue una gira de conciertos de la cantante soprano británica Sarah Brightman iniciada el 4 de noviembre de 2008 en la ciudad de Monterrey, México. El tour incluyó un número de invitados: el contratenor argentino Fernando Lima y los tenores Alessandro Safina y Mario Frangoulis, italiano y griego respectivamente. El concepto del Tour es un viaje fantástico a través de la carrera musical de Sarah Brightman y que cuenta con distintos escenarios virtuales, que llevan al espectador desde un bosque encantado, candiles barrocos a una atmósfera de cuento de hadas.

## Set List
Acto I
1. Sanvean Instrumental
2. Gothica / Fleurs Du Mal
3. Let It Rain
4. Symphony
5. Interlude: Forbidden Colours Instrumental
6. What A Wonderful World
7. Dust In The Wind
8. Nella Fantasia
9. Hijo De La Luna
10. La Luna
11. Interlude: Saranbande Instrumental
12. Anytime, Anywhere
13. Storia D´Amore
14. Canto Della Terra with Alessandro Safina (Mexico/Asia) / Mario Frangoulis (US/Canada)
15. Attesa

Intermedio de 20 minutos.
Acto II
1. You Take My Breath Away
2. Phantom Of The Opera with Alessandro Safina (Mexico/Asia) / Mario Frangoulis (US/Canada)
3. Sarai Qui with Alessandro Safina (Mexico/Asia)
4. I've Been This Way Before
5. Interlude: Red Riding Hood Rap
6. First Of May
7. I Believe In Father Christmas
8. Pasión with Fernando Lima(Mexico/Dallas)
9. Ave Maria with Fernando Lima(US/Canada)
10. Time To Say Goodbye
11. Encore: Deliver Me
12. Encore: Running
13. Encore: You And Me (Solo Asia)

## Fechas de Conciertos

### Manga Norteamericana
| Fecha                   | Ciudad           | País           | Arena                    | Lucro       |
| ----------------------- | ---------------- | -------------- | ------------------------ | ----------- |
| 4 de noviembre de 2008  | Monterrey        | México         | Arena Monterrey          |             |
| 6 de noviembre de 2008  | Guadalajara      | México         | Arena VFG                |             |
| 8 de noviembre de 2008  | México           | México         | Palacio de los Deportes  |             |
| 9 de noviembre de 2008  | México           | México         | Palacio de los Deportes  |             |
| 12 de noviembre de 2008 | Dallas, TX       | Estados Unidos | American Airlines Center | $815,068    |
| 14 de noviembre de 2008 | Orlando, FL      | Estados Unidos | UFC Convocation Center   | $534,005    |
| 15 de noviembre de 2008 | Sunrise, FL      | Estados Unidos | BankAtlantic Center      | $627,812    |
| 16 de noviembre de 2008 | Tampa, FL        | Estados Unidos | St. Pete Times Forum     | $491,235    |
| 18 de noviembre de 2008 | Duluth, GA       | Estados Unidos | Gwinnett Center          | $392,280    |
| 19 de noviembre de 2008 | Washington D. C. | Estados Unidos | Verizon Center           | $344,905    |
| 22 de noviembre de 2008 | Mashantucket, CT | Estados Unidos | MGM Grand at Foxwoods    | $311,831    |
| 23 de noviembre de 2008 | New York, NY     | Estados Unidos | Madison Square Garden    | $791,669    |
| 24 de noviembre de 2008 | Boston, MA       | Estados Unidos | TD Banknorth Garden      | $432,337    |
| 26 de noviembre de 2008 | Montreal, QC     | Canadá         | Center Bell              | $436,971    |
| 28 de noviembre de 2008 | Ottawa, ON       | Canadá         | Scotiabank Place         | $271,350    |
| Noveiembre 29, 2008     | Hamilton, ON     | Canadá         | Copps Colisseum          | $373,376    |
| 30 de noviembre de 2008 | Toronto, ON      | Canadá         | Air Canada Centre        | $539,371    |
| 2 de diciembre de 2008  | Cleveland, OH    | Estados Unidos | Quicken Loans Arena      | $278,145    |
| 3 de diciembre de 2008  | Auburn Hills, MI | Estados Unidos | Palace of Auburn Hills   | $282,024    |
| 4 de diciembre de 2008  | Rosemont, IL     | Estados Unidos | Allstate Arena           |             |
| 6 de diciembre de 2008  | Winipeg, MB      | Canadá         | MTS Centre               |             |
| 7 de diciembre de 2008  | Regina, SK       | Canadá         | Brandt Centre            | $295,033    |
| 8 de diciembre de 2008  | Calgary, AB      | Canadá         | Saddledome               |             |
| 10 de diciembre de 2008 | Edmonton, AB     | Canadá         | Rexall Place             | $378,490    |
| 12 de diciembre de 2008 | Vancouver, BC    | Canadá         | GM Place                 |             |
| 13 de diciembre de 2008 | Victoria, BC     | Canadá         | Save on Foods Centre     |             |
| 14 de diciembre de 2008 | Everett, WA      | Estados Unidos | Comcast Arena            | $364,584    |
| 16 de diciembre de 2008 | Sacramento, CA   | Estados Unidos | ARCO Arena               | $367,495    |
| 17 de diciembre de 2008 | San Jose, CA     | Estados Unidos | HP Pavilion              | $565,552    |
| 19 de diciembre de 2008 | Anaheim, CA      | Estados Unidos | Honda Center             | $542,225    |
| 20 de diciembre de 2008 | Inglewood, CA    | Estados Unidos | Forum                    |             |
| 21 de diciembre de 2008 | Glendale, AZ     | Estados Unidos | Jobing.com Arena         | $485,993    |
|                         |                  |                | TOTAL                    | $11,799,605 |

### Manga Asiática
| Fecha                 | Ciudad       | País          | Arena                                 |
| --------------------- | ------------ | ------------- | ------------------------------------- |
| 23 de febrero de 2009 | Tokio        | Japón         | Nippon Budokan Hall                   |
| 25 de febrero de 2009 | Fukuoka      | Japón         | Kokuasi Center                        |
| 27 de febrero de 2009 | Nagoya       | Japón         | Gaishi Hall                           |
| 2 de marzo de 2009    | Osaka        | Japón         | Jo-Hall                               |
| 4 de marzo de 2009    | Tokio        | Japón         | Nippon Budokan Hall                   |
| 5 de marzo de 2009    | Tokio        | Japón         | Nippon Budokan Hall                   |
| 7 de marzo de 2009    | Kuala Lumpur | Malasia       | Plenary Hall @ KCC                    |
| 10 de marzo de 2009   | Yakarta      | Indonesia     | Grand Meliá Hotel Ballroom            |
| 13 de marzo de 2009   | Seoul        | Corea del Sur | Olympic Gymnasium                     |
| 14 de marzo de 2009   | Seoul        | Corea del Sur | Olympic Gymnasium                     |
| 16 de marzo de 2009   | Ilsan        | Corea del Sur | Korea International Exhibition Center |
| 20 de marzo de 2009   | Busan        | Corea del Sur | Bexco Exhibition Center               |
| 22 de marzo de 2009   | Beijing      | China         | Capital Stadium                       |
| 25 de marzo de 2009   | Nanjing      | China         | Olympic Arena                         |
| 27 de marzo de 2009   | Shanghái     | China         | Grand Stage                           |
| 28 de marzo de 2009   | Shanghái     | China         | Grand Stage                           |
| 30 de marzo de 2009   | Guangzhou    | China         | Guangghou Arena                       |
| 1 de abril de 2009    | Hong Kong    | Hong Kong     | Asia World Arena                      |
| 4 de abril de 2009    | Taipéi       | Taiwán        | Taipei Arena                          |
| 5 de abril de 2009    | Taipéi       | Taiwán        | Taipei Arena                          |